# Dzierzbin-Kolonia
Dzierzbin-Kolonia est une localité polonaise de la gmina de Mycielin, située dans le powiat de Kalisz en voïvodie de Grande-Pologne.